# Nuno da Silva Gonçalves

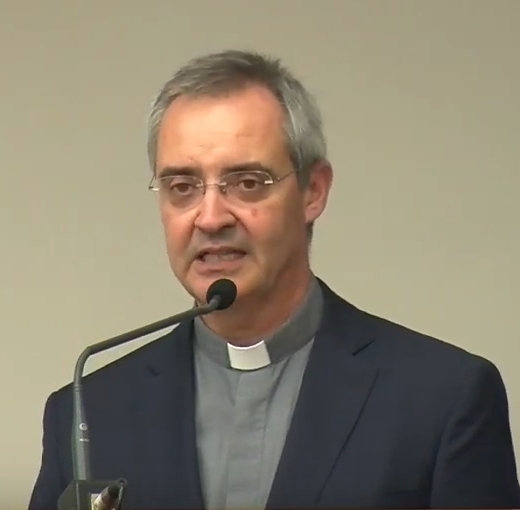
Nuno da Silva Gonçalves

Nuno da Silva Gonçalves (* 1958 in Lissabon, Portugal), SJ, ist ein portugiesischer Geistlicher, Jesuit, Hochschulrektor, Chefredakteur.
Er ist seit Oktober 2023 der neue Chefredakteur der bekanntesten Jesuitenzeitschrift der Welt, La Civiltà Cattolica.

## Leben und Wirken
Nuno da Silva Gonçalves studierte Philosophie an der katholischen Universität in Braga, an der er 1981 seinen Abschluss machte. Dann studierte er in Rom an der päpstlichen Universität Gregoriana katholische Theologie und machte 1988 seinen Abschluss sowie an der gleichen Universität seinen Abschluss in Kirchengeschichte im Jahr 1991. 1995 promovierte er an der Gregoriana im Fach Kirchengeschichte mit einer Dissertation über die Missionierung der Jesuiten auf den Kap Verden.
Von 1994 bis 2000 war er Vorstandsmitglied der Zeitschrift Broteria. 2000 bis 2005 war er Direktor der philosophischen Fakultät der katholischen Universität von Braga. Von Juli 2005 bis Juli 2011 war er Provinzial der Jesuiten in Portugal, und damit deren höchster Vertreter im Land.
Von 2011 bis 2016 war er Professor für Kirchengeschichte und Kulturerbe an der Päpstlichen Universität Gregoriana sowie Direktor der Fakultät von 2012 bis 2016. Im Anschluss war er bis 2022 Rektor der Päpstlichen Universität Gregoriana.
Er ist Mitglied der portugiesischen Akademie für Geschichte und der Historischen Gesellschaft für die Unabhängigkeit Portugals.
Von April 1998 bis Oktober 1999 war er der erste Direktor des Nationalen Rates für das kulturelle Erbe der Kirche in Portugal.
Er ist Spezialist für die Geschichte des Jesuitenordens und der Missionierung durch Jesuiten.
2018 erhielt er den Grand Official Ordem de Santiago de Espada aus den Händen seiner Exzellenz des Staatspräsidenten der Portugiesischen Republik, Marcelo Rebelo de Sousa.
Ab dem 1. Oktober 2023 wurde er durch den Ordensgeneral der Jesuiten, Arturo Sosa, zum 20. Chefredakteur und ersten Nicht-Italiener bei La Civiltà Cattolica ernannt.